# Jacques Giroux
Pour les articles homonymes, voir Giroux.
 (septembre 2017).
Jacques Giroux est un membre du premier réseau du Front de libération du Québec (FLQ) en 1963.

## Biographie
Il est né à Montréal le 5 septembre 1943, et est décédé à Québec le 29 mars 2007 à la suite d'un cancer. Arrêté en juin 1963, après la trahison de Jean-Jacques Lanciault, inculpé de meurtre sans préméditation, il sera condamné à 10 ans de prison en automne 1963 pour homicide involontaire ayant causé le décès d'un gardien de nuit, à la suite du dépôt d'une bombe artisanale déposée à l'arrière d'un édifice public dans le centre-ville de Montréal,. Il fut libéré en 1967 et après avoir été quelque temps photographe, il a travaillé comme cadreur à Manic V lors de l'exposition universelle de Montréal. Il devint journaliste au Journal de Québec, en même temps qu'un autre felquiste, Jean-Denis Lamoureux. Alors pensionné du Journal de Québec, il est décédé en 2007 des suites d'un cancer.
Comme journaliste, il avait été l'initiateur avec certains autres journalistes du journal de la venue du Pape Jean-Paul II au Canada en ayant lancé une campagne de publicité à cet effet dans le Journal de Québec pour inciter les Évêques du Québec à inviter le Saint-Père à venir au Québec.